# Carl Arbenz

Carl Arbenz

Carl Arbenz (* 26. Februar 1831 in Grossandelfingen; † 20. Mai 1909 in Aachen) war ein Schweizer Ingenieur und Glastechniker.

## Leben
Carl Arbenz entstammte einer begüterten Familie. Er besuchte eine Oberrealschule und war im Anschluss als Zeichner tätig. Bei Rieter & Cie. in Winterthur lernte er das Handwerk des Schlossers und Drehers. 1854 erhielt er an der École centrale des arts et manufactures in Paris das Ingenieur-Diplom mit Auszeichnung. Nach dem Studium arbeitete Arbenz vorübergehend in einem Ingenieurbüro, wechselte dann aber zur Gesellschaft Phoenix, wo er zunächst für deren Kohlengruben, später dann für die Eisenhütte in Ruhrort zuständig war. 1857 begann er seine Tätigkeit für das Unternehmen Saint-Gobain, Chauny und Cirey, für das er die Leitung der bei Stolberg gelegenen Spiegelglashütte übernahm. In Stolberg wurde 1863 mit dem Bau einer neuen Fabrik begonnen, der Arbenz bis 1895 als Direktor vorstand. Unter seiner Leitung wurde das Stolberger Werk zum größten Betrieb dieser Art in Deutschland. 1907 wurde er mit dem Roten Adlerorden ausgezeichnet. Bis an sein Lebensende war er Generalbevollmächtigter für die preußischen Niederlassungen von St. Gobain. 
Carl Arbenz war seit 1862 verheiratet und Vater von zwei Söhnen und zwei Töchtern. Seine Frau starb im selben Jahr wie er.
Carl Arbenz war Gründungsvorsitzender des Vereins Deutscher Spiegelglasfabriken. Dieses Ehrenamt hatte er bis 1904 inne. Danach wurde er zum Ehrenvorsitzenden auf Lebenszeit ernannt. 1874 wurde Arbenz Mitglied des Vereins Deutscher Ingenieure (VDI) und des Aachener Bezirksvereins des VDI. Er gehörte mehrmals dem Vorstand des Aachener Bezirksvereins an und war in den Jahren 1884 und 1893 dessen Vorsitzender. Der Bezirksverein ernannte ihn 1906 zu seinem Ehrenmitglied.